# Gerbathodes lichenodes
Gerbathodes lichenodes är en fjärilsart som beskrevs av Ludwig Carl Friedrich Graeser 1892. Gerbathodes lichenodes ingår i släktet Gerbathodes och familjen nattflyn. Inga underarter finns listade i Catalogue of Life.